# Le Bessat
Le Bessat és un municipi francès situat al departament del Loira i a la regió d'Alvèrnia-Roine-Alps. L'any 2007 tenia 436 habitants.

## Demografia

### Població
El 2007 la població de fet de Le Bessat era de 436 persones. Hi havia 172 famílies de les quals 48 eren unipersonals (36 homes vivint sols i 12 dones vivint soles), 60 parelles sense fills, 56 parelles amb fills i 8 famílies monoparentals amb fills.
La població ha evolucionat segons el següent gràfic:
Habitants censats

### Habitatges
El 2007 hi havia 337 habitatges, 179 eren l'habitatge principal de la família, 141 eren segones residències i 17 estaven desocupats. 257 eren cases i 78 eren apartaments. Dels 179 habitatges principals, 123 estaven ocupats pels seus propietaris, 50 estaven llogats i ocupats pels llogaters i 6 estaven cedits a títol gratuït; 3 tenien una cambra, 9 en tenien dues, 30 en tenien tres, 44 en tenien quatre i 93 en tenien cinc o més. 136 habitatges disposaven pel capbaix d'una plaça de pàrquing. A 67 habitatges hi havia un automòbil i a 104 n'hi havia dos o més.

### Piràmide de població
La piràmide de població per edats i sexe el 2009 era:
| Homes | Edats   | Dones |
| ----- | ------- | ----- |
| 0     | 95 o +  | 0     |
| 0     | 90 a 94 | 4     |
| 4     | 85 a 89 | 8     |
| 0     | 80 a 84 | 4     |
| 4     | 75 a 79 | 12    |
| 0     | 70 a 74 | 0     |
| 8     | 65 a 69 | 0     |
| 12    | 60 a 64 | 12    |
| 24    | 55 a 59 | 16    |
| 0     | 50 a 54 | 8     |
| 8     | 45 a 49 | 4     |
| 20    | 40 a 44 | 24    |
| 20    | 35 a 39 | 28    |
| 12    | 30 a 34 | 4     |
| 12    | 25 a 29 | 28    |
| 12    | 20 a 24 | 8     |
| 28    | 15 a 19 | 8     |
| 16    | 10 a 14 | 32    |
| 16    | 5 a 9   | 16    |
| 4     | 0 a 4   | 0     |

## Economia
El 2007 la població en edat de treballar era de 299 persones, 219 eren actives i 80 eren inactives. De les 219 persones actives 202 estaven ocupades (113 homes i 89 dones) i 17 estaven aturades (9 homes i 8 dones). De les 80 persones inactives 25 estaven jubilades, 33 estaven estudiant i 22 estaven classificades com a «altres inactius».

### Ingressos
El 2009 a Le Bessat hi havia 173 unitats fiscals que integraven 422 persones, la mediana anual d'ingressos fiscals per persona era de 23.183 €.

### Activitats econòmiques
Dels 22 establiments que hi havia el 2007, 1 era d'una empresa alimentària, 1 d'una empresa de fabricació de material elèctric, 2 d'empreses de fabricació d'altres productes industrials, 1 d'una empresa de construcció, 4 d'empreses de comerç i reparació d'automòbils, 1 d'una empresa de transport, 6 d'empreses d'hostatgeria i restauració, 2 d'empreses d'informació i comunicació, 1 d'una empresa financera, 1 d'una empresa de serveis, 1 d'una entitat de l'administració pública i 1 d'una empresa classificada com a «altres activitats de serveis».
Dels 5 establiments de servei als particulars que hi havia el 2009, 1 era una oficina de correu i 4 restaurants.
Dels 4 establiments comercials que hi havia el 2009, 1 era una botiga de menys de 120 m², 1 una fleca i 2 botigues de material esportiu.

## Equipaments sanitaris i escolars
El 2009 hi havia una escola elemental.

## Poblacions més properes
El següent diagrama mostra les poblacions més properes.